# Jan Rokita
Jan Rokita, né le 18 juin 1959  à Cracovie (Pologne), est un homme politique polonais. Membre de la Plate-forme civique (PO), il siège à la Diète (chambre basse du parlement polonais).

## Jeunesse et éducation
Jan Maria Władysław Piotr  Rokita a fait des études de droit à l'université Jagellonne de Cracovie. Il s'est joint  à l'organisation dissidente Wolność i Pokój (WiP, "Liberté et Paix"), étant une association au profil pacifique et anticommuniste. Dans les années 1980, il a également pris part au groupe Association indépendante des étudiants (pl) NZS (Niezależne Zrzeszenie Studentów). Après 1980, il est devenu membre du syndicat Solidarność. Il est, par la suite, devenu le dirigeant de sa branche à l'Université Jagellonne.

## Le Groupe Parlementaire Civique OKP 1989-1991
En 1989 il a été élu député de la Diète. À ce moment-là il était membre et également vice-président du groupe parlementaire civique (OKP). À la diète, il dirigeait, de même, la Commission extraordinaire d'investigation sur l'activité du ministère de l'Intérieur. Elle s'est consacrée à l'étude des archives de la SB. Il était l'auteur du rapport final de ses travaux, appelé le « rapport Rokita ». À ce moment-là, il était un des plus jeunes (il avait 30 ans) députés de la diète.

## Union Démocratique, 1991-1993
En 1991 il rejoint à l'Union démocratique, en devenant le représentant de son aile droite. La même année, il a été réélu député. Dans le gouvernement de Hanna Suchocka il tenait le poste du ministre délégué auprès du président du Conseil des ministres. Il s'occupait entre autres de la réforme de la division administrative du pays.

## Union pour la Liberté, 1993-1997
Après la destitution du gouvernement, il est demeuré parlementaire de l'Union démocratique qui s'est transformée en 1994 en Union pour la liberté. En 1995 il était un des auteurs de "l'Initiative 3/4" qui avait pour but d'empêcher la victoire d'Aleksander Kwaśniewski aux élections présidentielles ayant lieu la même année. Il a ouvertement refusé de donner son soutien au candidat Jacek Kuroń

## Alliance électorale Solidarité, 1997-2001
En janvier 1997 il a quitté son parti et s'est lié avec l'Alliance électorale Solidarité (AWS), en devenant candidat à la diète de la liste de la coalition créée par Marian Krzaklewski (en). À la diète, il est devenu président de la commission des affaires internes et de l'administration. Il a qualifié de très positives les réformes menées par le gouvernement de Jerzy Buzek. En 2000 il est devenu président du parti conservateur du peuple (SKL), succédant à Mirosław Styczeń. Il est devenu célèbre pour son opposition à la candidature de Marian Krzaklewski à l'élection présidentielle. C'est également lui qui l'a appelé à quitter la présidence de l'AWS au profit de Jerzy Buzek, ce qui n'a eu lieu qu'après les élections législatives perdues de 2001.

## Plate-forme civique, 2001 -
Après la création de la Plate-forme civique (PO) en janvier 2001 il était l'adversaire de la jonction du SKL au nouveau parti. Il a critiqué les hommes politiques qui ont passé de l'AWS à la PO. La cote de l'AWS, dramatiquement basse, était due à la découverte de nombreuses affaires occultes, auxquels les membres de l'AWS seraient mêlés, ainsi qu'à une situation économique en détérioration.
En septembre 2001 il a été réélu député en obtenant 20 251 voix dans la circonscription de Cracovie-II. En 2002 il s'est présenté comme candidat à la présidence de la ville, mais il a été battu par Jacek Majchrowski, candidat soutenu par l'Alliance de la gauche démocratique (SLD) et le Parti paysan polonais (PSL). Depuis le premier rassemblement national de la Plate-forme civique en juin 2003 jusqu'à la fin de la IVe législature du parlement en 2005, Jan Rokita a tenu la présidence du groupe parlementaire de la PO. Depuis de nombreuses années, il est lié à la Commission parlementaire de l'Administration et des Affaires Intérieures.
En 2006, Jan Rokita est devenu le coordinateur du soi-disant bureau fantôme. En 2007, il a renoncé à toute activité politique.
Depuis l'échec des négociations visant à créer une coalition avec le parti Droit et justice (PiS), Jan Rokita critique très souvent le gouvernement en place, surtout en matière économique.

## Vie privée
Sa première femme était Katarzyna Zimmerer, journaliste et écrivain, auteur de, entre autres, Le Monde assassiné. Le destin des Juifs à 1939-1945. Sa deuxième femme est Nelly Rokita, une Allemande originaire du Kirghizistan. Ils élèvent ensemble la fille de Nelly, issue de son premier mariage.